# وست پاوین (اکلاهما)
وست پاوین(به انگلیسی: West Peavine) شهری در ایالت اکلاهما کشور ایالات متحده آمریکا است که جمعیت آن در سرشماری سال ۲۰۱۰ میلادی، ۲۱۸ نفر بوده‌است.